# خط طول 157° شرق
خط طول 157° شرق هو أحد خطوط الطول الجغرافية، والتي تمتد من القطب الشمالي الجغرافي إلى القطب الجنوبي الجغرافي، وحسب التحويل الزمني يتقدم خط طول 157° شرق عن خط غرينتش بـ10 ساعة و28 دقيقة.

## من القطب إلى القطب
ينطلق خط طول 157° شرق من القطب الشمالي نحو القطب الجنوبي مرورا بالمناطق التي ترد في الجدول التالي:
| الإحداثيات                           | البلد أو الإقليم أو البحر | ملاحظات                                                                                              |
| ------------------------------------ | ------------------------- | --- |
| 90°0′N 157°0′E / 90.000°N 157.000°E  | المحيط المتجمد الشمالي    | مرورا بشرق Henrietta Island, ياقوتيا, روسيا (في 77°6′N 156°43′E / 77.100°N 156.717°E)                |
| 77°2′N 157°0′E / 77.033°N 157.000°E  | بحر سيبيريا الشرقي        | |
| 71°5′N 157°0′E / 71.083°N 157.000°E  | روسيا                     | ياقوتيا ماغادان أوبلاست — من 66°1′N 157°0′E / 66.017°N 157.000°E                                     |
| 61°35′N 157°0′E / 61.583°N 157.000°E | بحر أوخوتسك               | خليج شيليخوف [لغات أخرى]‏                                                                             |
| 57°51′N 157°0′E / 57.850°N 157.000°E | روسيا                     | كراي كامشاتكا — شبه جزيرة كامشاتكا                                                                   |
| 51°5′N 157°0′E / 51.083°N 157.000°E  | المحيط الهادئ             | |
| 4°42′S 157°0′E / 4.700°S 157.000°E   | بابوا غينيا الجديدة       | Takuu atoll                                                                                          |
| 4°48′S 157°0′E / 4.800°S 157.000°E   | المحيط الهادئ             | |
| 6°53′S 157°0′E / 6.883°S 157.000°E   | جزر سليمان                | جزيرة شويسيول [لغات أخرى]‏                                                                            |
| 7°16′S 157°0′E / 7.267°S 157.000°E   | New Georgia Sound         | |
| 7°52′S 157°0′E / 7.867°S 157.000°E   | جزر سليمان                | جزيرة Kolombangara                                                                                   |
| 8°6′S 157°0′E / 8.100°S 157.000°E    | بحر سليمان                | مرورا بغرب Vonavona Island, جزر سليمان (في 8°11′N 157°0′E / 8.183°N 157.000°E)                       |
| 11°47′S 157°0′E / 11.783°S 157.000°E | بحر المرجان               | |
| 29°57′S 157°0′E / 29.950°S 157.000°E | المحيط الهادئ             | |
| 60°0′S 157°0′E / 60.000°S 157.000°E  | المحيط الجنوبي            | |
| 69°12′S 157°0′E / 69.200°S 157.000°E | القارة القطبية الجنوبية   | الإقليم الأسترالي في القارة القطبية الجنوبية, المطالب الإقليمية بالقارة القطبية الجنوبية by أستراليا |